# メジロアルダン
メジロアルダン（欧字名:Mejiro Ardan、1985年3月28日 - 2002年6月18日）は、日本の競走馬、種牡馬。主な勝ち鞍に1989年の高松宮杯。繊細な重戦車と呼ばれた。
半姉に、1986年に中央競馬で初の牝馬三冠を達成したメジロラモーヌがいる。

## 経歴

### 出生
1985年3月28日、メジロ牧場にて生まれる。当初、メジロアルダンは双子であったが、もう片方の仔は死産だった。競走馬の双子は大成しないと言われており、もし双子として産まれていたらメジロアルダンの活躍はなかったとも言われている。

### 競走馬時代
この年のメジロ牧場の命名規則の一つが「過去の名馬」の馬名であり、本馬は1944年凱旋門賞の覇者アルダンから拝借しメジロアルダンと名付けられた。
デビューは遅く、明け4歳となった1988年3月の未出走戦だった。生涯唯一のダート戦となるこのレースを勝ち、400万条件にも勝って連勝を飾る。次走NHK杯では2着に入り、東京優駿（日本ダービー）の優先出走権を獲得する。そしてダービーでは最後の直線で先頭のサクラチヨノオーをかわしたが、ここからサクラチヨノオーに差し返され、2着に敗れる。この後骨折していることが分かり、長期休養に入る。
復帰は丸1年後の1989年5月のメイステークス。長期休養明けとは言えオープン特別ではさすがに格が違い快勝。次走高松宮杯では安田記念馬バンブーメモリーを抑えてレコード勝ち、初重賞制覇を飾った。この頃の古馬GI戦線はオグリキャップ、スーパークリーク、イナリワンの平成三強全盛の時代であり、休養を挟んだ第40回毎日王冠ではオグリキャップ、イナリワンの3着、第100回天皇賞（秋）ではスーパークリーク、オグリキャップの3着と三強の壁に跳ね返されるレースが続いた。さらに天皇賞後に屈腱炎を発症し、再び長期休養に入った。
明け6歳となった1990年9月のオールカマーで復帰し、1番人気で4着に敗れる。次走天皇賞（秋）では前走の敗戦でやや人気を落とし5番人気で、同期の皐月賞馬ヤエノムテキをアタマ差捉え切れず2着と惜敗。有馬記念では2番人気に支持されたが、オグリキャップの奇跡の復活の影で10着と大敗。翌年の日経新春杯4着の後屈腱炎が再発し、3度目の長期休養を強いられる。秋には復帰したが全盛期の力は見る影もなく、ジャパンカップ14着を最後に引退した。デビューから引退まで約3年半経過したが、その半分以上は故障で休養しており、脚元の弱さに泣かされ続けた。

### 引退後
引退後は、ブリーダーズ・スタリオン・ステーションで種牡馬入りした。アメリカジョッキークラブカップ3着のメジロスティード、新潟ジャンプステークス2着のガルフィンドリームなどを出したものの自身を越える活躍馬は現れず、2000年10月27日付で中国へ輸出され、北京龍頭牧場で繋養された。2002年6月18日、種付け中の心臓発作により死亡。17歳没。同牧場にてメジロアルダンの墓が設置されている。母ヤマニンディライトの2002年産馬Wu Di（中国語：无敌／無敵）が種牡馬入りしており、2015年に中国馬業協会により「最優秀種牡馬」を受賞している。

## 競走成績
以下の内容は、netkeiba.comおよびJBISサーチに基づく。
| 年月日     | 競馬場 | 競走名       | 格   | 距離（馬場）  | 頭 数 | 枠 番 | 馬 番 | オッズ（人気） | 着順 | タイム （上り3F/4F） | 着差 | 騎手     | 斤量 （kg） | 勝ち馬/（2着馬）                          |
| ---------- | ------ | ------------ | ---- | ------------- | ----- | ----- | ----- | -------------- | ---- | -------------------- | ---- | -------- | ----------- | ----------------------------------------- |
| 1988.03.27 | 東京   | 4歳未出走    |      | ダ1200m（不） | 16    | 6     | 11    | 01.5（1人）    | 1着  | 1:13.8 (49.8)        | -0.1 | 柏崎正次 | 55          | （カタトラソロン）                        |
| 0000.04.17 | 東京   | 山藤賞       | 400  | 芝1800m（良） | 13    | 8     | 13    | 03.6（1人）    | 1着  | 1:49.0 (48.2)        | -0.0 | 岡部幸雄 | 55          | （ナカミリーゼント） （ボールドビクター） |
| 0000.05.08 | 東京   | NHK杯        | GII  | 芝2000m（稍） | 16    | 8     | 16    | 09.8（6人）    | 2着  | 2:02.0 (47.8)        | -0.0 | 田村正光 | 56          | マイネルグラウベン                        |
| 0000.05.29 | 東京   | 東京優駿     | GI   | 芝2400m（良） | 24    | 6     | 18    | 10.9（6人）    | 2着  | 2:26.4 (47.9)        | -0.1 | 岡部幸雄 | 57          | サクラチヨノオー                          |
| 1989.05.27 | 東京   | メイS        | OP   | 芝2400m（稍） | 12    | 1     | 1     | 02.9（2人）    | 1着  | 2:27.5 (48.1)        | -0.2 | 岡部幸雄 | 57          | （ハイエースボーイ）                      |
| 0000.07.09 | 中京   | 高松宮杯     | GII  | 芝2000m（稍） | 14    | 5     | 8     | 01.6（1人）    | 1着  | 1:58.9 (35.6)        | -0.4 | 河内洋   | 57          | （バンブーメモリー）                      |
| 0000.10.08 | 東京   | 毎日王冠     | GII  | 芝1800m（稍） | 8     | 7     | 7     | 02.9（2人）    | 3着  | 1:59.2 (46.7)        | -0.2 | 岡部幸雄 | 58          | オグリキャップ                            |
| 0000.10.29 | 東京   | 天皇賞（秋） | GI   | 芝2000m（良） | 14    | 4     | 5     | 05.5（3人）    | 3着  | 1:59.2 (46.2)        | -0.1 | 岡部幸雄 | 58          | スーパークリーク                          |
| 1990.09.16 | 中山   | オールカマー | GIII | 芝2200m（重） | 17    | 6     | 11    | 02.3（1人）    | 4着  | 2:13.8 (37.4)        | -0.5 | 菅原泰夫 | 56          | ラケットボール                            |
| 0000.10.28 | 東京   | 天皇賞（秋） | GI   | 芝2000m（良） | 18    | 4     | 8     | 10.7（5人）    | 2着  | 1:58.2 (35.4)        | -0.0 | 横山典弘 | 58          | ヤエノムテキ                              |
| 0000.12.23 | 中山   | 有馬記念     | GI   | 芝2500m（良） | 16    | 4     | 7     | 04.2（2人）    | 10着 | 2:34.9 (36.0)        | -0.7 | 河内洋   | 56          | オグリキャップ                            |
| 1991.01.20 | 京都   | 日経新春杯   | GII  | 芝2200m（良） | 9     | 1     | 1     | 02.4（1人）    | 4着  | 2:14.1 (46.8)        | -0.5 | 村本善之 | 57          | メルシーアトラ                            |
| 0000.11.10 | 東京   | 富士S        | OP   | 芝1800m（良） | 8     | 3     | 3     | 02.5（1人）    | 6着  | 1:48.6 (37.4)        | -1.2 | 田村正光 | 57          | スタビライザー                            |
| 0000.11.24 | 東京   | ジャパンC    | GI   | 芝2400m（良） | 15    | 6     | 10    | 46.5（12人）   | 14着 | 2:27.4 (37.0)        | -2.7 | 横山典弘 | 57          | ゴールデンフェザント                      |

- 枠番・馬番の太字は単枠指定を示す。内容は日本中央競馬会『中央競馬全重賞競走成績 古馬関西編』（1997年）に基づく[12]。

## 血統表
| メジロアルダンの血統        | メジロアルダンの血統                                                                    | メジロアルダンの血統                                                                    | （血統表の出典）                                                                        | （血統表の出典） |
| 父系                        | ノーザンテースト系                                                                      | ノーザンテースト系                                                                      | ノーザンテースト系                                                                      | [ § 2 ]          |
| 父 アスワン 1979 鹿毛       | 父の父*ノーザンテースト Northern Taste 1971 栗毛                                        | Northern Dancer                                                                         | Nearctic                                                                                | Nearctic         |
| 父 アスワン 1979 鹿毛       | 父の父*ノーザンテースト Northern Taste 1971 栗毛                                        | Northern Dancer                                                                         | Natalma                                                                                 |                  |
| 父 アスワン 1979 鹿毛       | 父の父*ノーザンテースト Northern Taste 1971 栗毛                                        | Lady Victoria                                                                           | Victoria Park                                                                           | Victoria Park    |
| 父 アスワン 1979 鹿毛       | 父の父*ノーザンテースト Northern Taste 1971 栗毛                                        | Lady Victoria                                                                           | Lady Angela                                                                             |                  |
| 父 アスワン 1979 鹿毛       | 父の母*リリーオブザナイル Lily of the Nile 1966 黒鹿毛                                  | Never Bend                                                                              | Nasrullah                                                                               | Nasrullah        |
| 父 アスワン 1979 鹿毛       | 父の母*リリーオブザナイル Lily of the Nile 1966 黒鹿毛                                  | Never Bend                                                                              | Lalun                                                                                   |                  |
| 父 アスワン 1979 鹿毛       | 父の母*リリーオブザナイル Lily of the Nile 1966 黒鹿毛                                  | Nile Lily                                                                               | Roman                                                                                   | Roman            |
| 父 アスワン 1979 鹿毛       | 父の母*リリーオブザナイル Lily of the Nile 1966 黒鹿毛                                  | Nile Lily                                                                               | Azalea                                                                                  |                  |
| 母 メジロヒリュウ 1972 鹿毛 | 母の父*ネヴァービート Never Beat 1960 栃栗毛                                            | Never Say Die                                                                           | Nasrullah                                                                               | Nasrullah        |
| 母 メジロヒリュウ 1972 鹿毛 | 母の父*ネヴァービート Never Beat 1960 栃栗毛                                            | Never Say Die                                                                           | Singing Grass                                                                           |                  |
| 母 メジロヒリュウ 1972 鹿毛 | 母の父*ネヴァービート Never Beat 1960 栃栗毛                                            | Bride Elect                                                                             | Big Game                                                                                | Big Game         |
| 母 メジロヒリュウ 1972 鹿毛 | 母の父*ネヴァービート Never Beat 1960 栃栗毛                                            | Bride Elect                                                                             | Netherton Maid                                                                          |                  |
| 母 メジロヒリュウ 1972 鹿毛 | 母の母*アマゾンウォリアー Amazon Warrior 1960 鹿毛                                      | Khaled                                                                                  | Hyperion                                                                                | Hyperion         |
| 母 メジロヒリュウ 1972 鹿毛 | 母の母*アマゾンウォリアー Amazon Warrior 1960 鹿毛                                      | Khaled                                                                                  | Eclair                                                                                  |                  |
| 母 メジロヒリュウ 1972 鹿毛 | 母の母*アマゾンウォリアー Amazon Warrior 1960 鹿毛                                      | War Betsy                                                                               | War Relic                                                                               | War Relic        |
| 母 メジロヒリュウ 1972 鹿毛 | 母の母*アマゾンウォリアー Amazon Warrior 1960 鹿毛                                      | War Betsy                                                                               | Betsy Ross                                                                              |                  |
| 母系(F-No.)                 | アマゾンウォリアー系(FN:9-f)                                                            | アマゾンウォリアー系(FN:9-f)                                                            | アマゾンウォリアー系(FN:9-f)                                                            | [ § 3 ]          |
| 5代内の近親交配             | Nearco5･5×5･5=12.50% Nasrullah4×4=12.50% Hyperion5×4=9.38% Lady Angela5･4（父内）=9.38% | Nearco5･5×5･5=12.50% Nasrullah4×4=12.50% Hyperion5×4=9.38% Lady Angela5･4（父内）=9.38% | Nearco5･5×5･5=12.50% Nasrullah4×4=12.50% Hyperion5×4=9.38% Lady Angela5･4（父内）=9.38% | [ § 4 ]          |
| 出典                        | 1. 2. 3. 4.                                                                             | 1. 2. 3. 4.                                                                             | 1. 2. 3. 4.                                                                             | 1. 2. 3. 4.      |